# Dawson Creek
Ne doit pas être confondu avec Dawson (série télévisée).
Dawson Creek est une cité (city) canadienne de la Colombie-Britannique située dans le district régional de Peace River.

## Situation
La ville est établie le long d'un petit cours d'eau, le Dawson Creek, un sous-affluent de la  rivière de la Paix, elle-même située à 56 kilomètres au nord par la route.

## Histoire
En 1919, W.S. Bullen ouvrait une petite échoppe. L'année suivante un hôtel était construit[réf. nécessaire].

## Climat
| Mois                                  | jan.       | fév.      | mars       | avril      | mai        | juin      | jui.      | août      | sep.       | oct.       | nov.       | déc.       | année            |
| ------------------------------------- | ---------- | --------- | ---------- | ---------- | ---------- | --------- | --------- | --------- | ---------- | ---------- | ---------- | ---------- | ---------------- |
| Température minimale moyenne (°C)     | −19        | −16,5     | −10,9      | −3,1       | 2,1        | 6,9       | 8,9       | 7,2       | 3,3        | −2,4       | −12,2      | −16,8      | −4,4             |
| Température moyenne (°C)              | −13,2      | −10,2     | −5         | 3,5        | 9,3        | 13,6      | 15,5      | 14,4      | 9,8        | 3,3        | −6,8       | −11,1      | 1,9              |
| Température maximale moyenne (°C)     | −7,2       | −3,9      | 0,9        | 10         | 16,4       | 20,1      | 22,2      | 21,5      | 16,2       | 9          | −1,5       | −5,3       | 8,2              |
| Record de froid (°C) date du record   | −48,3 1969 | −45 1975  | −44,4 1972 | −31,4 2002 | −13,8 2002 | −5 1969   | −1,7 1999 | −7,1 1992 | −16,7 1974 | −30,9 1984 | −39,8 1985 | −49,2 1992 | −49,2 29/12/1992 |
| Record de chaleur (°C) date du record | 16,6 2003  | 15,5 1992 | 18,9 1994  | 29 1977    | 32,2 1983  | 33,3 1970 | 35 2006   | 34,5 1981 | 32 1981    | 27,5 1988  | 18,9 1969  | 13,8 1997  | 35 22/7/2006     |
| Précipitations (mm)                   | 29,1       | 18,6      | 22,6       | 19,8       | 34,4       | 67,4      | 84,9      | 54,2      | 41,2       | 29,9       | 29         | 22,2       | 453,2            |
| dont neige (cm)                       | 34,2       | 22,8      | 26,6       | 11,2       | 5,1        | 0         | 0         | 0         | 2,4        | 15,2       | 29,1       | 26         | 172,7            |
| Nombre de jours avec précipitations   | 10,9       | 9,1       | 8,9        | 7,2        | 10,5       | 11,8      | 14,4      | 12,1      | 11,2       | 10,2       | 11         | 9,2        | 126,4            |
| Humidité relative (%)                 | 65,6       | 61,3      | 54,7       | 42,2       | 39         | 43,5      | 47,5      | 47,3      | 48,6       | 52,3       | 66         | 67,9       | 53               |
| Nombre de jours avec neige            | 10,9       | 9,2       | 8,5        | 4          | 1,4        | 0         | 0,04      | 0         | 0,85       | 4,5        | 9,3        | 9          | 57,8             |

| Diagramme climatique                                  |               |              |            |             |             |             |             |             |           |             |               |
| J                                                     | F             | M            | A          | M           | J           | J           | A           | S           | O         | N           | D             |
| −7,2−1929,1                                           | −3,9−16,518,6 | 0,9−10,922,6 | 10−3,119,8 | 16,42,134,4 | 20,16,967,4 | 22,28,984,9 | 21,57,254,2 | 16,23,341,2 | 9−2,429,9 | −1,5−12,229 | −5,3−16,822,2 |
| Moyennes : • Temp. maxi et mini °C • Précipitation mm |               |              |            |             |             |             |             |             |           |             |               |

## Toponyme
Le nom de la municipalité provient d'un petit cours d'eau, le Dawson Creek, situé à proximité. Ce cours d'eau tirait lui-même son nom du grand scientifique canadien George Mercer Dawson (1849 - 1901), qui avait établi les premiers rapports sur la région durant le mois d'août 1879 pour la Commission géologique du Canada[réf. nécessaire].

## Démographie
En tant que localité désignée dans le recensement de 2011, Dawson Creek a une population de 11 583 habitants dans 4 859 de ses 5 406 logements, soit une variation de 5,4 % par rapport à la population de 2006. Avec une superficie de 24,37 km2, cette cité possède une densité de population de 475,4 hab/km2 en 2011.
Concernant le recensement de 2006, Dawson Creek abritait 10 994 habitants dans 4651 de ses 4833 logements. Avec une superficie de 22,32 km2, cette cité possédait une densité de population de 492,5 hab/km2 en 2006.
| 2001   | 2006   | 2011   | 2016   |
| ------ | ------ | ------ | ------ |
| 10 754 | 10 994 | 11 583 | 12 178 |